# 京都文教短期大学附属家政城陽幼稚園
京都文教短期大学附属家政城陽幼稚園（きょうとぶんきょうたんきだいがくふぞくかせいじょうようようちえん）は、京都府城陽市久世下大谷にある私立幼稚園。学校法人京都文教学園が運営する。令和10年（2027年度）3月をもって閉園予定

## 沿革
学校法人京都文教学園（2002年までの旧称は学校法人家政学園）が運営する幼稚園であり、京都文教短期大学（宇治市）の付属学校である。
家政学園は1953年に京都市岡崎（現在も京都文教中学校・高等学校や京都文教小学校が所在する校地）に家政学園附属幼稚園を設置した（1984年廃止）。城陽市にある本園は1964年に「家政学園附属第二幼稚園」として設置された。運営法人の旧名に由来する「家政」の文字は、設置校の中で唯一当園の名称に残されている。
- 1964年 - 家政学園附属第二幼稚園設置[1]
- 1967年 - 京都家政短期大学附属第二幼稚園に名称変更[1][注釈 2]
- 1980年 - 京都文教短期大学附属家政城陽幼稚園に名称変更[1][注釈 3]